# Filologia

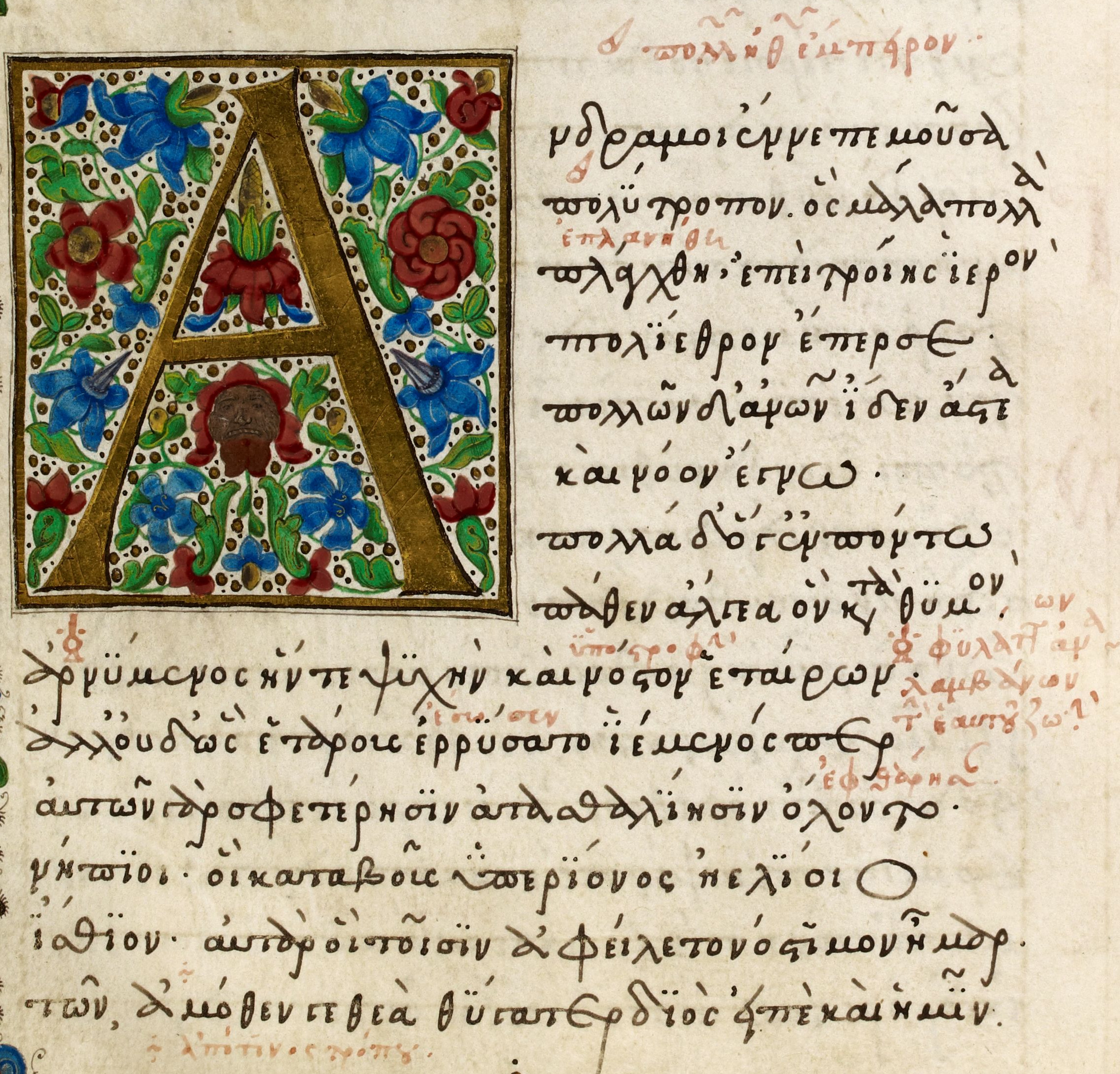
Um exemplo de manuscrito antigo.

Filologia (do grego antigo Φιλολογία, "amor ao estudo, à palavra") é o estudo da linguagem em fontes históricas escritas,  incluindo literatura, história e linguística. É mais comumente definida como o estudo de textos literários e registros escritos, o estabelecimento de sua autenticidade e sua forma original, e a determinação do seu significado. 
Filologia clássica é a filologia do grego e latim clássico. Filologia clássica é historicamente primária, originária de Pérgamo e Alexandria em torno do século IV a.C., continuou pelos gregos e romanos em todo o Império Romano e Bizantino, e eventualmente assumida por estudiosos europeus da Era dos Descobrimentos, onde foi logo acompanhado por filólogos de outras línguas tanto a um nível europeu (germânico, celta, eslavos, etc.) e não europeus (em sânscrito, persa, árabe, chinês, etc.). Estudos indo-europeus envolvem a filologia comparativa de todas as línguas indo-europeias. 
Qualquer linguagem clássica pode ser estudada filologicamente e, de facto, como uma linguagem de descrição "clássica" e que implica a existência de uma tradição filológica associada a ele.
A Filologia, na vertente românica, tem como objeto especifico as línguas e dialetos que se originaram do latim vulgar, e suas respectivas literaturas de qualquer espécie, desde as origens até sua situação atual.
Devido ao seu foco no desenvolvimento histórico (análise diacrônica), a filologia passou a ser usada como um termo que contrasta com a linguística. Isto é devido a um desenvolvimento do século XX desencadeado por insistência de Ferdinand de Saussure sobre a importância da análise sincrônica, e mais tarde ao surgimento do estruturalismo e da teoria linguística de Chomsky com ênfase na sintaxe.

## Etimologia
O termo filologia é derivado do grego φιλολογία (philologia), dos termos φίλος (philos), que significa "amor, carinho, amado, querido, querido amigo", e λόγος (logos), que significa "palavra, a articulação, a razão", descrevendo um amor de aprendizagem, da literatura, bem como de argumentação e raciocínio, refletindo o leque de atividades incluídas no âmbito da noção de λόγος. O termo mudou pouco com a philologia Latina, e mais tarde entrou para o idioma Inglês, no século XVI, a partir do francês médio philologie, no sentido de "amor pela literatura".
O adjetivo φιλόλογος (philologos) significava "Amante de discussão ou argumento, falador", em grego helenístico implicando também uma excessiva ("sofista") a preferência de discussão sobre o amor de verdadeira sabedoria, φιλόσοφος (philosophos).
Como uma alegoria da erudição literária, Philologia aparece na literatura pós-clássica do século V (Marciano Capela, De nuptiis Philologiae et Mercurii), uma ideia revivida na tardia literatura Medieval (Chaucer, Lydgate).

## Objeto e objetivos de estudo
A filologia aborda, portanto, problemas de datação, localização e edição de textos. Para tanto, ela se apoia na História e em seus ramos (como a história das religiões etc.), na linguística, na gramática, na estilística, mas também em disciplinas ligadas à arqueologia, como a epigrafia ou a papirologia. 
Num registro documental o filólogo pode traçar o desenvolvimento em geral.
Nas tradições acadêmicas de várias nações, uma ampla acepção do termo filologia descreve o estudo de uma língua juntamente com a sua literatura e os contextos históricos e culturais que são indispensáveis para uma compreensão das obras literárias e de outros textos culturalmente significativos. Filologia compreende, portanto, o estudo da gramática, retórica, história, a interpretação dos autores, críticos e tradições associadas a um determinado idioma. Tal definição tão abrangente está se tornando rara, e filologia tende a referir-se a um estudo de textos a partir da perspectiva histórica da linguística.
No seu sentido mais restrito de linguística histórica, a filologia foi uma das primeiras ciências do século XIX a se aproximar da linguagem humana mas deu rumo à ciência moderna da linguística no século XX, devido à influência de Ferdinand de Saussure, que argumentava que a linguagem falada deveria ter primazia. Nos Estados Unidos, o Jornal Americano de Filologia foi fundando em 1880 por Basil Lanneau Gildersleeve, um professor de Filologia Clássica na Johns Hopkins University.